# Celtis ehrenbergiana
Celtis tala là một loài thực vật có hoa trong họ Cannabaceae. Loài này được (Klotzsch) Liebm. mô tả khoa học đầu tiên năm 1851. Đây là loài bản địa Arizona, Florida, New Mexico và Texas, và đến châu Mỹ Latinh ở phía Nam như miền bắc Argentina. Nó phát triển ở các vùng khô như sa mạc, cây cọ, hẻm núi, các núi đỉnh bằng và các đồng cỏ.
Celtis ehrenbergiana là loài duy nhất của Hoa Kỳ thuộc chi có gai. Ở Mỹ, đây là cây bụi hoặc cây nhỏ có chiều cao 3 m, có gai trên cành cây, mặc dù nó có thể phát triển cao hơn ở vùng nhiệt đới. Lá nhỏ với chi, dài dưới 3 cm và rộng 2 cm. Hoa được mọc ra trong các xim có 3-5 hoa. Quả hạch có màu cam, màu vàng hoặc đỏ, có vị ngọt, hình quả trứng, đường kính khoảng 7 mm, con người và động vật hoang dã có thể ăn được.

## Hình ảnh

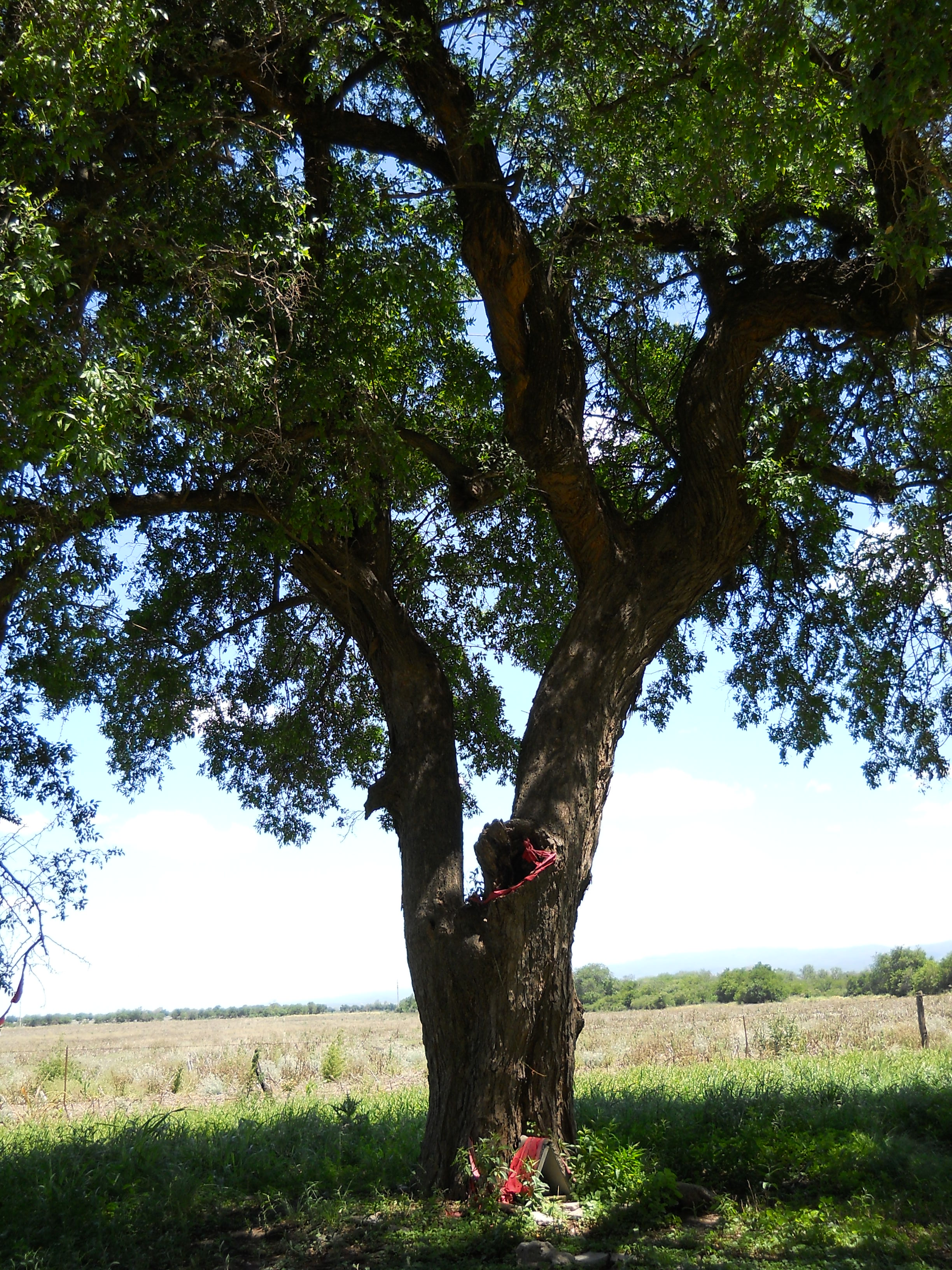

- Tập tin:Tập